# Сиротинка
Сиротинка (укр. Сиротинка) — село, относится к Николаевскому району Одесской области Украины.
Население по переписи 2001 года составляло 253 человека. Почтовый индекс — 67051. Телефонный код — 8-04857. Занимает площадь 0,88 км². Код КОАТУУ — 5123583402.

## Местный совет
67051, Одесская обл., Николаевский р-н, с. Петровка, ул. Мира, 57